# Броново-Кмеце
Броново-Кмеце (пол. Bronowo Kmiece) — село в Польщі, у гміні Стара Біла Плоцького повіту Мазовецького воєводства.
Населення — 135 осіб (2011).
У 1975-1998 роках село належало до Плоцького воєводства.

## Демографія
Демографічна структура станом на 31 березня 2011 року:
|          | Загалом | Допрацездатний вік | Працездатний вік | Постпрацездатний вік |
| -------- | ------- | ------------------ | ---------------- | -------------------- |
| Чоловіки | 65      | 16                 | 45               | 4                    |
| Жінки    | 70      | 20                 | 39               | 11                   |
| Разом    | 135     | 36                 | 84               | 15                   |